# 巴兰扎泰
巴兰扎泰（義大利語：Baranzate），是意大利米兰省的一个市镇。总面积2.78平方公里，人口11444人，人口密度4116.5人/平方公里（2009年）。国家统计（ISTAT）代码为015250。